# كاميلا لونغ
كاميلا لونغ (بالإنجليزية: Camilla Long)‏ هي صحفية بريطانية، ولدت في 28 نوفمبر 1978 في أكسفورد في المملكة المتحدة.

## روابط خارجية
- كاميلا لونغ على موقع IMDb (الإنجليزية)
- كاميلا لونغ على موقع روتن توميتوز (الإنجليزية)
- كاميلا لونغ على موقع قاعدة بيانات الفيلم (الإنجليزية)